# Kék bozótkakukk
A kék bozótkakukk (Centropus violaceus) a madarak osztályának kakukkalakúak (Cuculiformes) rendjébe, ezen belül a kakukkfélék (Cuculidae) családjába tartozó faj.

## Rendszerezése
A fajt Jean René Constant Quoy és Joseph Paul Gaimard írták le 1830-ban.

## Előfordulása
Pápua Új-Guinea területén honos. Természetes élőhelyei a szubtrópusi vagy trópusi síkvidéki esőerdők. Állandó, nem vonuló faj.

## Megjelenése
Testhossza 64 centiméter, testtömege 500 gramm.

## Életmódja
Nagy rovarokkal táplálkozik, de békákat és apró csigákat is fogyaszt.

## Természetvédelmi helyzete
Az elterjedési területe még elég nagy, de a mezőgazdaság és a fakitermelés miatt csökken, egyedszáma 20000 példány alatti és gyorsan csökken. A Természetvédelmi Világszövetség Vörös listáján mérsékelten fenyegetett fajként szerepel.